# 78249 Capaccioni
78249 Capaccioni este un asteroid din centura principală de asteroizi.

## Descriere
78249 Capaccioni este un asteroid din centura principală de asteroizi. A fost descoperit pe 4 august 2002 la Campo Imperatore, în cadrul proiectului CINEOS. Asteroidul prezintă o orbită caracterizată de o semiaxă mare de 3,04 ua, o excentricitate de 0,04 și o înclinație de 8,9° în raport cu ecliptica.